# Constructie-element

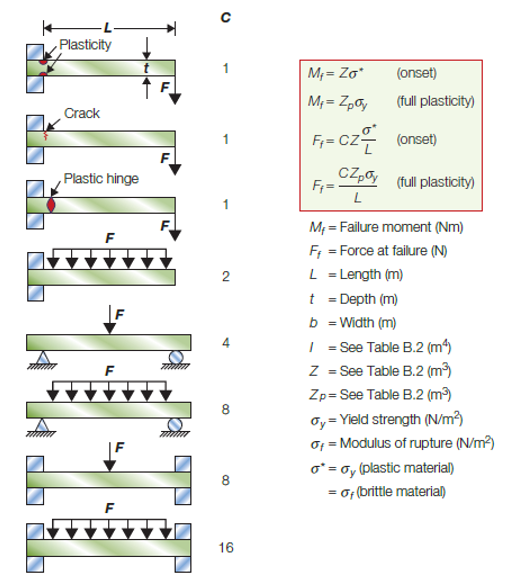
Een balk belast op buiging

Constructie-elementen worden gebruikt in sterkteberekeningen binnen de constructieleer om een complexe constructie op te splitsen in eenvoudige elementen. In de constructieleer gelden constructieprincipes. Zo mag binnen een constructie een element niet worden afgebroken (ontbonden) in delen van verschillende soorten (bijv. balk of kolom).

## Constructieleer

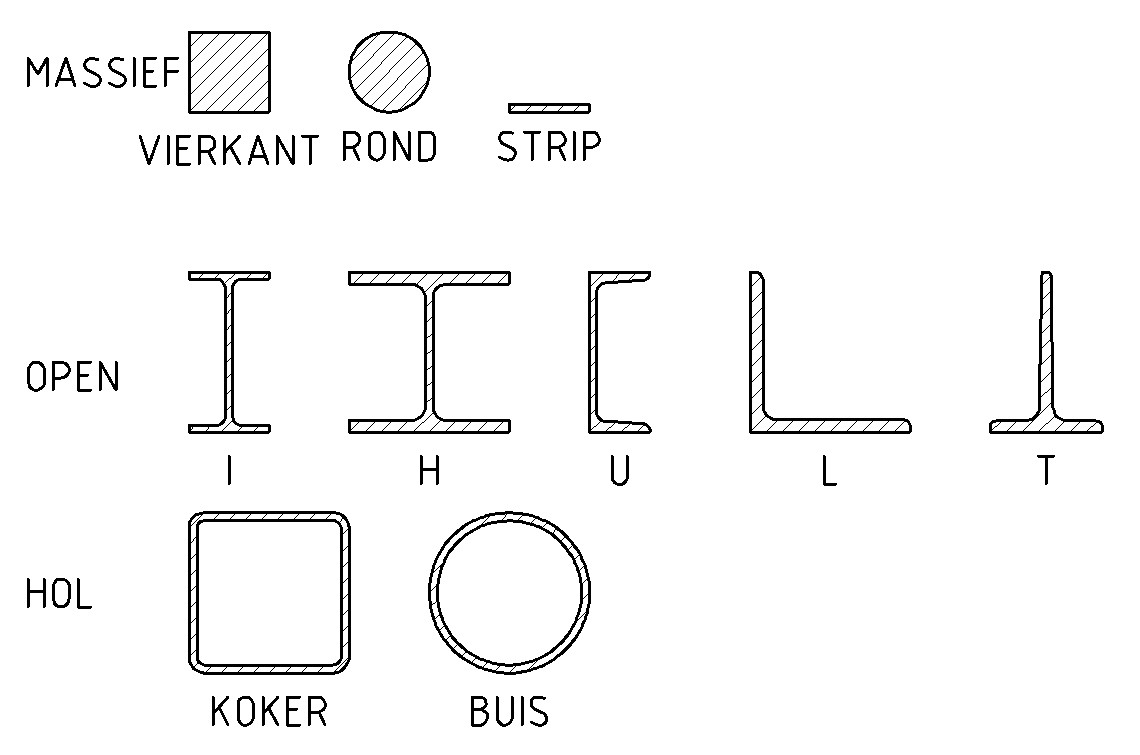
Overzicht van profieltypen gebaseerd op staalprofielen

Structurele elementen kunnen lijnen, vlakken of volumes zijn.
- (1D) Lijn-elementen belast met een puntlast of lijnlast
- (2D) Oppervlakte-elementen (driehoekig of met vier hoekpunten) belast met een puntlast, lijnlast of vlaklast
- (3D) Volume-elementen (tetraëder of kubus) belast met een puntlast, lijnlast of vlaklast in meerdere dimensies

### Lijn-element (één-assig)
- Staaf - één-assige belasting
- Balk - één-assige belasting en buigbelastingen
  - Profiel: H-profiel, I-profiel, U-profiel, L-profiel, T-profiel
  - Koker
  - Buis of pijp
  - Dwarsbalk
- Zuil, pilaar of kolom
- Stijl of staander
- Plaat of paneel
- Schoor of druk-element - drukspanning
- Verbindingselement, verbindingsstaaf, oogbalk, tuidraad, ophangkabel of staalkabel - trekspanning

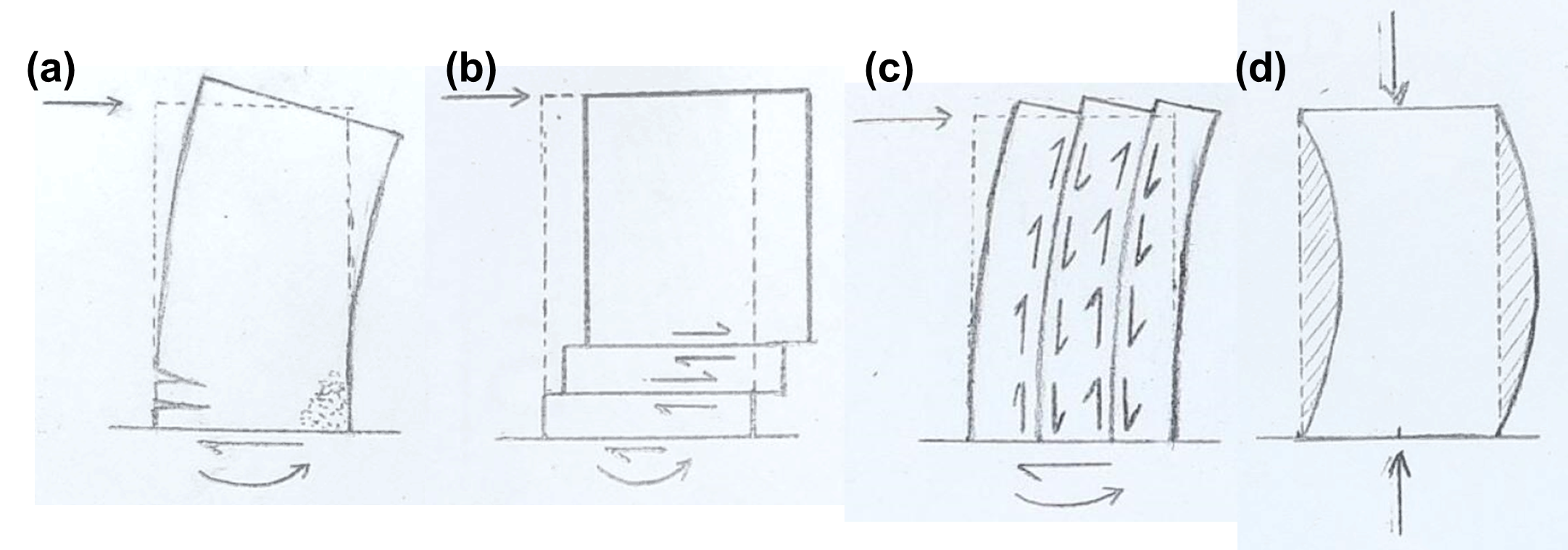
Bezwijkmechanismen van afschuifpanelen: (a) doorbuiging, (b) horizontale afschuiving, (c) verticale afschuiving, (d) knikken.

### Oppervlakte-element (twee-assig)
- Membraan - alleen belasting in het vlak
- Schaalconstructie - in het vlak en buigende momenten
  - Betonplaat
  - Brugdek
- Afschuifpaneel - alleen schuifbelastingen

### Volume-element (drie-assig)
- Drie-assige (voor alle drie de dimensies) spanning, schuif- en buigbelastingen

## Mechanica

Vijf vormen van mechanische spanning

Twee-assige spanning op een schaal met de bijbehorende spanningsanalyse

In de mechanica worden constructie-elementen gebruikt voor het berekenen van spanningen en/of de effecten ervan op een materiaal. Er worden vijf soorten spanningen geformuleerd en er is voor iedere spanningsmechanisme een bepaalt constructie-element dat wordt gebruikt voor de berekeningen:
| Belasting            | Spanning          | Contructie-element      | Engels                 |
| -------------------- | ----------------- | ----------------------- | ---------------------- |
| één-assige belasting | trekspanning      | staaf                   | tie                    |
|                      | drukspanning      | kolom                   | column                 |
| twee-assig belasting | trekspanning      | schaal                  | shell                  |
|                      | drukspanning      | schaal                  | shell                  |
| buiging              | buiging of moment | balk, profiel of paneel | beam of panel          |
| schuif               | schuifspanning    |                         |                        |
| torsie of wring      | wringspanning     | ronde staaf of buis     | circular shaft of tube |